# 石川県道291号三日市松任線
石川県道291号三日市松任線（いしかわけんどう291ごう みっかいちまっとうせん）は石川県野々市市と同県白山市を結ぶ一般県道（石川県道）である。

## 概要
- 起点：石川県野々市市三日市町108番1地先（＝三日市交差点：国道8号（国道157号、国道305号重複）交点）
- 終点：石川県白山市宮丸町1132番地先（＝宮丸交差点、国道8号（国道305号重複）交点）

大半の区間はかつての北陸道（北陸街道）の一部であり、国道8号の旧道であった。また、JR松任駅前の付近は「昭和通り」とも呼ばれている。起点から西へ進み、松任駅前交差点など、白山市松任地区（旧松任市）の中心部を東から西へ横切る。成町交差点付近から南へとカーブし、村井団地の東を通って、終点に至る。

## 歴史
- 1968年（昭和43年）10月：国道8号金沢バイパス（松任バイパス）三日市交差点から宮丸交差点の区間が開通。
- 1969年（昭和44年）6月10日：旧道となった上記の区間を路線認定。

## 接続道路
- 国道8号（国道157号および国道305号重複）（野々市市三日市町・三日市交差点：起点）
- 金沢外環状道路海側幹線・本線（白山市五歩市町）　※工事中
- 石川県道8号松任宇ノ気線（白山市五歩市町・五歩市南交差点）
- 石川県道174号安吉松任線（白山市東三番町・東三番町交差点）
- 石川県道187号八日市松任停車場線（白山市旭町・松任駅前交差点）
- 石川県道186号倉部成線（白山市成町・成交差点）
- 石川県道190号矢作松任線（白山市成町・成町南交差点）
- 石川県道104号松任美川線（白山市村井町・村井交差点）
- 国道8号（国道305号重複）（白山市宮丸町・宮丸交差点：終点）

## 道路の通称
- 昭和通り（白山市八ツ矢町東 - 同市村井町・運動公園西交差点）
- 旧８。

## 通過する自治体
- 石川県
  - 野々市市 - 白山市

## 周辺
- 天龍工業 金沢工場
- パチンコタイガー スタジアム松任店
- 明文堂書店 TSUTAYA石川松任店
- 大阪屋ショップ 松任店
- トランテックス 本社・工場
- 松任警察署
- IRいしかわ鉄道線 松任駅
- 白山市松任ふるさと館
- 市民工房うるわし
- 松任城址公園（旧称・おかりや公園）
- グランドホテル松任
- 松任産業会館
- 国土交通省北陸地方整備局金沢河川国道事務所 加賀国道維持出張所